# 巴基斯坦護照
巴基斯坦護照是巴基斯坦政府向該國公民簽發、用於國外旅遊的證件。目前版本的護照為生物特徵護照，自2004年起發行，取代沿用多年的手寫資料護照。

## 類別
巴基斯坦護照根據該國《1974年護照法》發行，而該法規定的護照類別共有三種：
- 普通護照：供一般公民申請。
- 公務護照：簽發對象為公務員、國會議員、軍人，另外部分國營機構員工亦可申領（包括28歲以下子女）[3]。
- 外交護照：簽發對象為巴基斯坦高級官員、外交官員、駐國際組織代表，而前任總統及總理亦可獲簽發；另外，相關人士的15歲以下子女，亦可包括在同一本護照內，但他們不能單獨申領外交護照[4]。

除此以外，巴基斯坦亦曾為需要前往麥加朝聖的人士刊發朝覲護照，但在新版護照發行一段時間後，已經不再刊發。
Pakistani Passport Renewal （页面存档备份，存于）

## 格式及外觀

### 外觀
護照顏色分為三種：普通護照為綠色，而公務及外交護照分別為海軍藍色和酒紅色。所有類別護照外表均以英文及烏爾都語標示國名「ISLAMIC REPUBLIC OF PAKISTAN」 「اِسلامی جمہوریہ پاكِستان」（巴基斯坦伊斯蘭共和國），並印有國徽。而在底部，則以上述兩種語文註明護照類別（當中，普通護照只會註明為「PASSPORT」「پاسپورٹ」）。

### 內頁格式

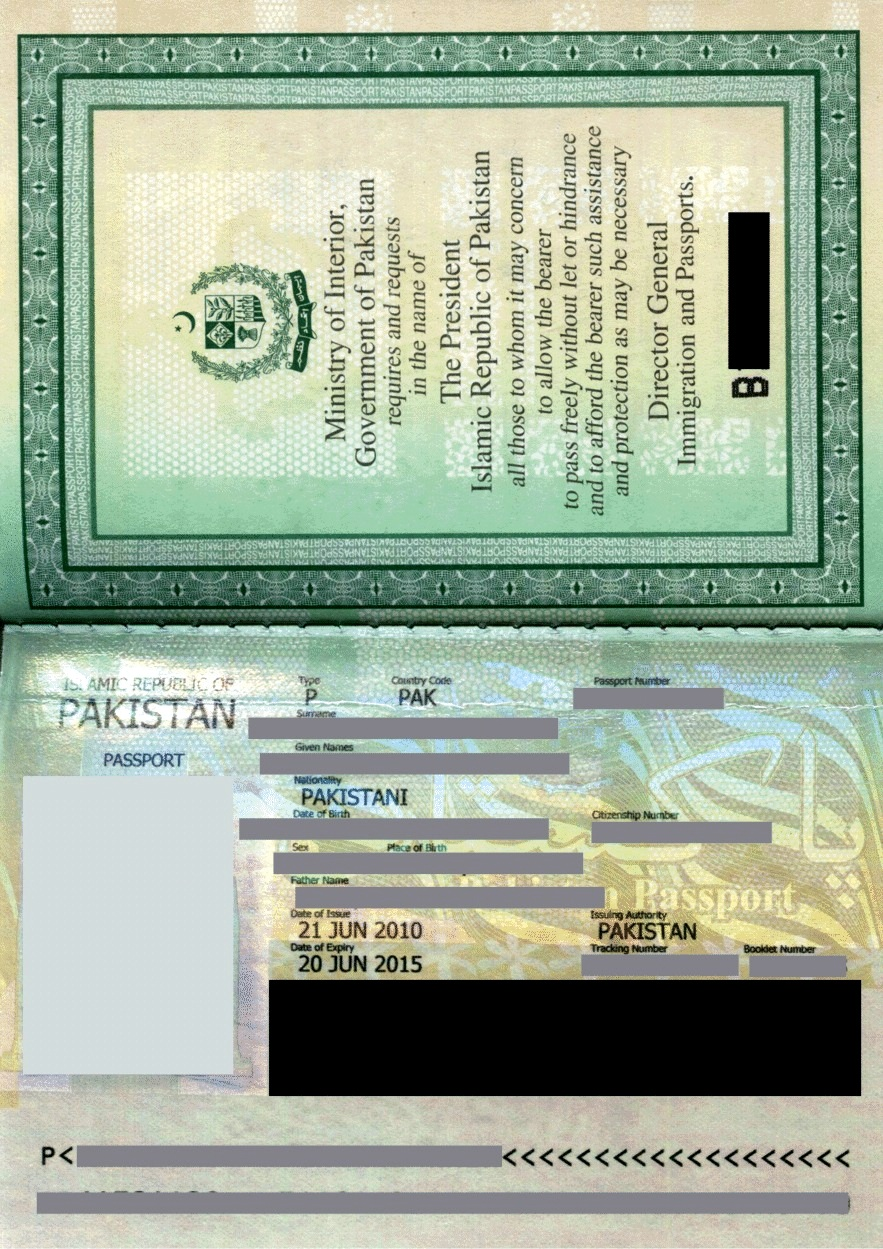
巴基斯坦護照資料及請求頁

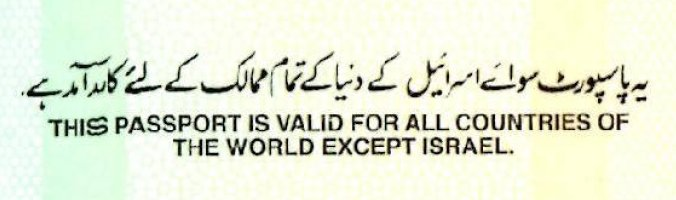
宣告頁特別註明「在以色列以外各國有效」

護照不論有效年期如何，均設有三種頁數選擇：36、72或100頁。
在護照首四頁，分別為個人資料卡、請求頁、額外個人資料頁（宗教、前護照編號，以及持有人簽署），以及宣告頁。
值得一提的是，由於巴基斯坦不承認以色列的外交地位，故宣告頁會註明「此護照在以色列以外各國有效」。

## 旅遊待遇
根据2025年1月8日发布的亨利护照指数，巴基斯坦护照可免签证、落地签证或电子签证入境33个国家和地区，位居世界第103，与也门护照并列。

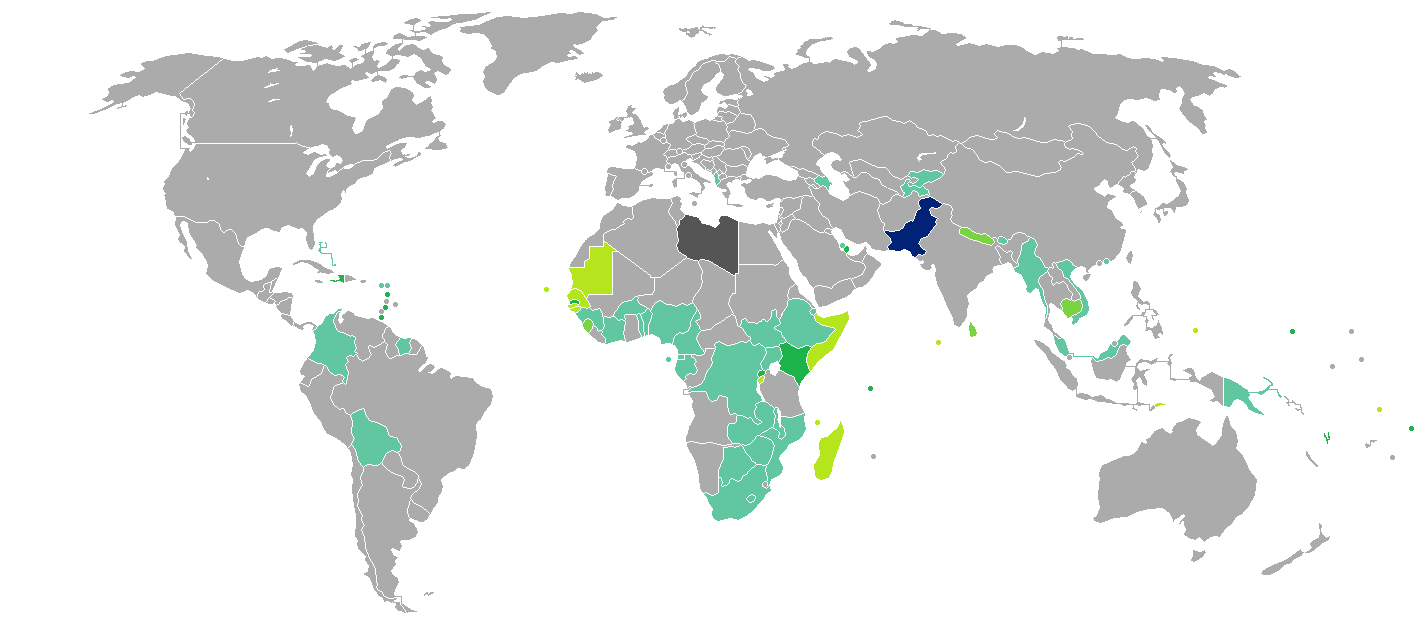
巴基斯坦公民簽證要求
巴基斯坦
免簽證
落地簽證
電子簽證
落地或電子簽證
需要提前申領簽證

## 外部連結
- Official website of Pakistan Passport Office